# Тадеуш Юзеф Жулінський
Тадеуш Юзеф Жулінський, також відомий під псевдонімом «Роман Барський» (пол. Tadeusz Józef Żuliński (Roman Barski); 28 травня 1889, Лемберг — 5 листопада 1915, Северинівка) — польський лікар і борець за незалежність.

## Біографія
Син Юзефа Анзельма Жулінського (1841–1908), вчителя та учасника повстання 1863 року, та Луції, уродженої Гросс, дочки сибірського засланого та онуки кавалерійського капітана. У нього було п'ять сестер: Барбара, Луція, Тереза, Пауліна та Манюся (1889–1890), його сестра-близнючка. З раннього віку його виховували в дусі патріотизму.
З 1900 року він навчався в Імператорсько-Королівській 5-й гімназії у Лемберзі. Він належав до таємного клубу самоосвіти, редагував шкільну газету та брав участь у шкільному страйку 1906 року. Через рік він склав іспит на атестат зрілості. Того ж року він почав вивчати хімію у Львівській політехніці. Наступного року він змінив свої плани та перевівся на медичний факультет Львівського університету. Закінчив навчання у грудні 1913 року.
З самого початку створення Стрільницького товариства він був одним із його найактивніших членів. Він закінчив офіцерський курс Товариства активного бою. Невдовзі після цього, за наказом Юзефа Пілсудського, він вирушив спочатку до Варшави, а потім до Домбровського басейну, де йому було доручено пропагувати соціалістичні ідеї Польської соціалістичної партії та створювати осередки Стрільницького товариства в цьому районі. На початку 1914 року його було призначено командиром Стрільницького товариства в Домбровському басейні. Наприкінці червня 1914 року він почав працювати лікарем у Міколуві.
Після оголошення мобілізації він з'явився до Кракова, де обійняв посаду ад'ютанта Пілсудського. Він брав участь у Кельській кампанії та битві на Віслі. Після формування Польських легіонів отримав звання лейтенанта піхоти (9 жовтня 1914 року). Через чотири дні Пілсудський призначив його першим командиром Польської військової організації, створеної в серпні для боротьби з російським розділом. 22 жовтня він прибув до Варшави. Тут він заклав основи організації, насамперед зі своїми колишніми колегами з Польської соціалістичної партії та Стрілецьких загонів. Він розвивав діяльність організації у Варшаві та навколишніх районах, Радомі, Люблінській та Седльській губерніях, а також у Вільнюсі та Гродно.
Він співпрацював з Яном Белавським та Томашем Арцішевським, створивши Польський військовий мобільний підрозділ на початку листопада 1914 року. Як командир військовополонених, він привів до присяги підрозділ і призначив Яна Белавського його першим командиром. Він брав участь у кількох військових операціях, проведених підрозділом, зокрема в Гродзіську, Варшаві та Тлущі. У травні 1915 року він також брав участь у сміливій операції у Брестських фортах, спланованій та керованій Юзефом Корчаком.
Після захоплення Варшави німецькою армією він організував так званий Варшавський батальйон на доповнення 1-ї бригади та 22 серпня вирушив з ним на фронт. 2 вересня його було призначено командиром 2-ї роти 6-го батальйону. Він та його рота брали участь у важких боях на Волині. 29 жовтня 1915 року під час боїв під Кам'янючею він був важко поранений у живіт кількома осколковими кулями. Він залишався на полковому перев'язочному пункті в селі Кукле до 31 жовтня, а потім був переведений до санітарного пункту 1-ї бригади Польських легіонів у Северинівці. Там, 5 листопада 1915 року, він помер від перитоніту, спричиненого пораненнями, і був похований наступного дня. Пізніше його ексгумували та поховали у родинній гробниці на Личаківському цвинтарі 12 травня 1916 року.

## Нагороди
- Офіцерський знак «Парасоль»
- Пам'ятний знак Польської Військової Організації (№4; 6 серпня 1919, посмертно)
- Virtuti Militari, срібний хрест (№7137; 17 травня 1922)
- Хрест Незалежності з мечами (19 грудня 1930, посмертно) — «за працю в справі здобуття незалежності».
- Хрест Хоробрих — нагороджений 4 рази (всі посмертно).

## Вшанування пам'яті
Його біографію описав Кароль Козмінський у своїй книзі «Камені для валу», опублікованій у 1937 році.
15 березня 1931 року у Варшаві, під час з'їзду делегатів Союзу Польської Народної Армії, на кутовому будинку на перехресті вулиць Журав'я та Познанської було урочисто відкрито та встановлено пам'ятну дошку. Її було вбудовано у фасад будівлі на згадку про марш Варшавського батальйону до 1-ї бригади Польських Легіонів. На табличці є напис: «З цього будинку, 22 серпня 1915 року, о 5:00 ранку, за наказом головнокомандувача Юзефа Пілсудського, під командуванням лейтенанта Тадеуша Жулінського, Варшавський батальйон Польської військової організації вирушив на поле бою 1-ї бригади Польських легіонів за незалежність Вітчизни». Санітарний підрозділ Стрільцівського товариства, створений у Львові в 1933 році, прийняв лейтенанта доктора Тадеуша Жулінського своїм покровителем.
1 вересня 1935 року, у 20-ту річницю виходу батальйону військовополонених на поле бою, ділянку вулиці Журав'я у Варшаві від вулиці Маршалковської до вулиці Познанської було перейменовано на вулицю лейтенанта Тадеуша Жулінського.